# Onobrychis onobrychis
Onobrychis onobrychis là một loài thực vật có hoa trong họ Đậu. Loài này được (L.) Rydb. miêu tả khoa học đầu tiên năm 1900.